# Walkiria Montini
Walkiria Montini (Brasil, ¿?-Gijón, abril de 2008) fue una vedette y actriz de cine y teatro brasileña que desarrolló su carrera en España.
Fue conocida por su papel en la escena trans de los años ochenta en España, y por protagonizar en 1989 el primer matrimonio legal de una mujer trans con otra mujer en el país.

## Vida y carrera
Walkiria nació y creció en Brasil, y en la década de 1980 se mudó a España, donde comenzó a actuar en salas de fiestas, especializándose en playbacks de temas de las cantantes Dalida y Vikki Carr, al mismo tiempo que se dio a conocer entre la población transgénero por llegar a cabo inyecciones de silicona de manera clandestina.
En 1984 participó en la función de teatro Locas de amor en el Teatro Muñoz Seca, y ese mismo año formó parte del elenco de Escándalo Gay, que tuvo lugar en el Teatro Progreso. Dos años después se convirtió en la primera vedette en actuar en la Sala Minotauro de Madrid, con su espectáculo «Lo Prohibido». Durante este mismo periodo de tiempo interpretó papeles menores en dos películas diferentes, La tercera luna, que vio su estreno en 1984, y Los presuntos, de 1986.
Dos semanas antes de 1989 fue noticia nacional tras darse a conocer que estaba en busca y captura, debido a que debía volver a Brasil de acuerdo con la Ley de Extranjería. En este momento ella se encontraba refugiada en Gijón.
El 15 de diciembre de 1989 contrajo matrimonio con la cabaretista y compañera de trabajo Mercedes Estrada, convirtiéndose en la primera mujer trans en España en contraer matrimonio con otra mujer. Varios días después de su boda ambas posaron semidesnudas para la revista Interviú.
A lo largo de su carrera actuó en varias ocasiones junto a la artista argentina Vanessa Nell. Walkiria Montini falleció en abril de 2008, a la edad de 52 años.

## Filmografía
| Año  | Título          | Papel | Dirección          |
| ---- | --------------- | ----- | ------------------ |
| 1984 | La tercera luna |       | Gregorio Almendros |
| 1986 | Los presuntos   |       | Mariano Ozores     |

## Teatro
- Locas de amor (1984)
- Escándalo Gay (1984)